# Johann Friedrich Miescher

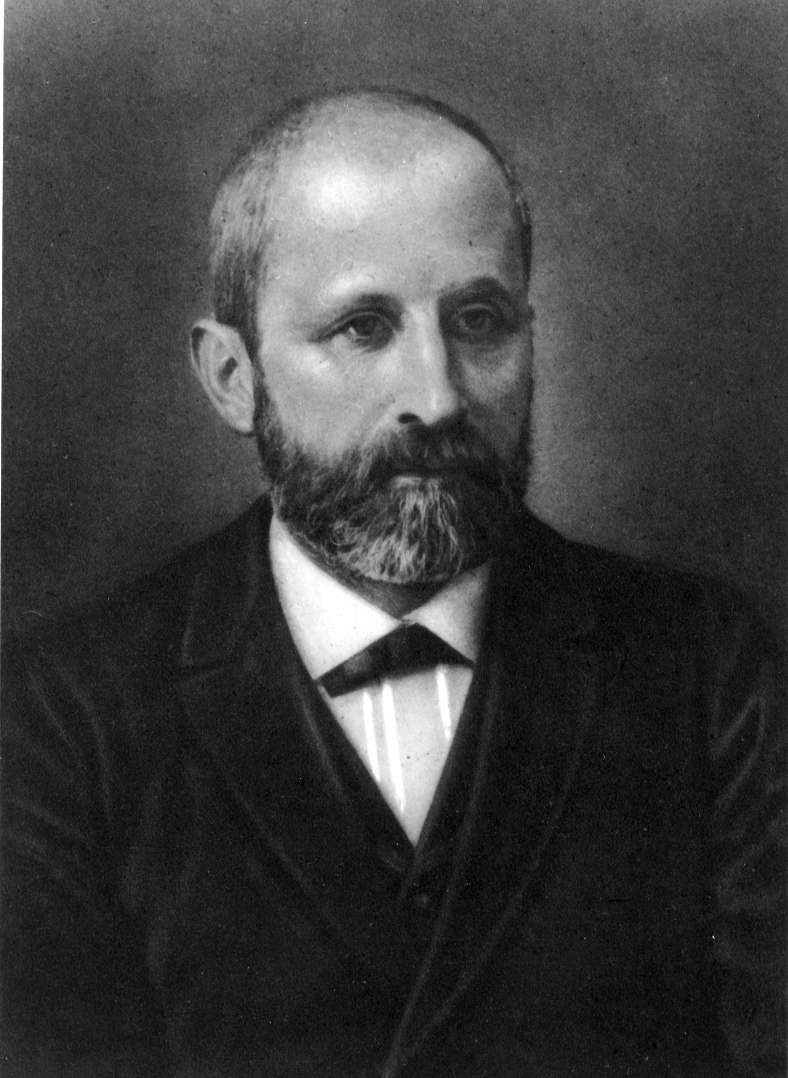
Friedrich Miescher

Johan Friedrich Miescher ( n. 13 august 1844 la Basel - d. 26 august 1895 la Davos ) a fost un biochimist și profesor la Universitatea din Basel. A decedat de tuberculoză la 51 de ani.